# ذا ليجند أوف زيلدا: آه لينك تو ذا باست
أسطورة زيلدا: وصلة إلى الماضي (بالإنجليزية: The Legend of Zelda: A Link to the Past)‏، أو أسطورة زيلدا: وصلة إلى الماضي أصدرت أيضا في اليابان باسم أسطورة زيلدا: ترايفورس الآلهة (باليابانية: ゼルダの伝説神々のトライフォース، زيرودا نو دينسيتسو: كاميغامي نو تورايفورسو)، هي لعبة فيديو أكشن-مغامرات طوّرت ونشرت عن طريق شركة نينتندو على جهاز سوبر نينتندو إنترتينمنت سيستم. وهي ثالث لعبة من سلسلة أسطورة زيلدا وأطلقت في اليابان عام 1991 وفي أمريكا الشمالية وأوروبا عام 1992. كان شيغيرو مياموتو وفريقه المسؤولين وحدهم عن تطوير هذه اللعبة.
تركز القصة على رحلة لينك لانقاذ أرض هيرول، وهزيمة جانون وإنقاذ الأحفاد السبعة للحكماء. تستخدم اللعبة منظور من أعلى إلى أسفل بأبعاد 3/4 بما يماثل لعبة أسطورة زيلدا الأصلية، واسقاط عنصر التحرك الجانبي في لعبة زيلدا II: ذا أدفنشر أوف لينك. كما أدخلت اللعبة عناصر إلى السلسلة ما تزال شائعة اليوم، مثل مفهوم العالم البديل أو الموازي، والسيف العظيم وأسلحة ومواد أخرى جديدة. العنوان هو تلاعب لفظي بين اسم شخصية لينك وكلمة وصلة بالإنجليزية.
حققت اللعبة نجاحا نقديا وتجاريا، واعتبرت إحدى علامات نينتندو، كما تعتبر اليوم إحدى من أعظم ألعاب الفيديو على الإطلاق. بيع من اللعبة أكثر من 4 ملايين وحدة في جميع أنحاء العالم، وتم إصدارها على أجهزة جيم بوي أدفانس (مع تغييرات طفيفة) وفرتشويل كونسول ووي ووي يو. حظيت تلك الإصدارات أيضا بشعبية كبيرة وساهمت في النجاح الشامل اللعبة.
أصدرت لعبة تابعة بعنوان أسطورة زيلدا: وصلة بين العالمين على نينتندو 3دي إس في نوفمبر 2013.

## وصلات خارجية
- ذا ليجند أوف زيلدا: آه لينك تو ذا باست على موقع IMDb (الإنجليزية)
- Official Nintendo Japan The Legend of Zelda: A Link to the Past site
- A Link to the Past & Four Swords at Zelda.com
- A Link to the Past page at Zelda.com
- ذا ليجند أوف زيلدا: آه لينك تو ذا باست guide في موقع ستراتيجي ويكي
- قالب:Nintendo.com